# Distretto di Lamwo
Il distretto di Lamwo è un distretto dell'Uganda, situato nella Regione settentrionale.